# إريك تساندر
إريك تساندر (بالألمانية: Erich Zander )‏ (و. 1906 – 1985 م) هو قاضي، وسياسي، من ألمانيا، ولد في الزفلس، كان عضوًا في الحزب النازي، والاتحاد الديمقراطي المسيحي، توفي عن عمر يناهز 79 عاماً.

## مناصب
تولى منصب member of the Bürgerschaft of Bremen.